# Помодимо, Полен
Полен Помодимо (фр. Paulin Pomodimo, 30 июня 1954 год, Ziendi, Центральноафриканская Республика) — католический прелат, третий епископ Босангоа с 10 июня 1995 года по 26 июля 2003 года, третий архиепископ Банги с 26 июля 2003 года по 26 мая 2009 года.

## Биография
Родился в 1954 в году в селении Зиенди (фр.), Центральноафриканская Республика. После получения среднего образования поступил на обучение в католическую семинарию, по окончании которой 30 июня 1980 года рукоположён в священники.
10 июня 1995 года Римский папа Иоанн Павел II назначил его епископом Босангоа. 29 октября 1995 года состоялось его рукоположение в епископы, которое совершил архиепископ Банги Иоахим Н’Дайен в сослужении с титулярным архиепископом Меты и апостольским нунцием в Центральноафриканской республике Диего Каузеро и епископом Бамбари Мишель Мари Жозе Мэтром.
С 1997 по 2005 года — председатель Конференции католических епископов Центральноафриканской Республики.
26 июля 2003 года назначен архиепископом Банги.
26 мая 2009 года подал в отставку после визита Ad limina в Ватикан в связи с многочисленными случаями нарушения обета целомудрия священниками его архиепархии, многие из которых вступили в гражданский брак и имели детей.
Позднее занимал пост омбудсмена при правительстве президента Франсуа Бозизе.